# ترینا ته تماکی
ترینا ته تماکی (انگلیسی: Terina Te Tamaki؛ زادهٔ ۱ مهٔ ۱۹۹۷) ورزشکار راگبی ۷ نفره اهل نیوزیلند است.
وی در مسابقات کشوری و بین‌المللی در مجموع برندهٔ ۱ مدال نقره شده‌است.